# Volta a Noruega 2014
La Volta a Noruega 2014, 4a edició de la Volta a Noruega, es va disputar entre el 21 i el 25 de maig de 2014 sobre un recorregut de 879 km repartits entre cinc etapes. La cursa formava part del calendari de l'UCI Europa Tour 2014, amb una categoria 2.HC.
El vencedor fou el polonès Maciej Paterski (CCC Polsat Polkowice) que s'imposà per tan sols tres segons sobre Marc de Maar (UnitedHealthcare), gràcies a un petit trencament en el gran grup en la darrera etapa que li va permetre recuperar sis segons que tenia perduts. En tercera posició finalitzà Bauke Mollema (Belkin Pro Cycling Team).
En les classificacions secundàries Amund Grøndahl (Team Sparebanken Sør) guanyà la classificació de la muntanya, Alexander Kristoff (Team Katusha) la dels punts i Jesper Hansen (Team Tinkoff-Saxo) la dels joves.

## Equips
L'organització convidà a prendre part en la cursa a tres equips World Tour, vuit equips continentals professionals i set equips continentals:
equips World TourBelkin Pro Cycling Team, Team Katusha, Team Tinkoff-Saxo
equips continentals professionalsCaja Rural-Seguros RGA, CCC Polsat Polkowice, IAM Cycling, MTN Qhubeka, RusVelo, Topsport Vlaanderen-Baloise, UnitedHealthcare, Wanty-Groupe Gobert
equips continentalsTeam Joker, Team Øster Hus-Ridley, Team Sparebanken Sør, Frøy-Bianchi, Motiv3 Pro-Cycling Team, Team FixIT.no, Team Ringeriks-Kraft

## Etapes
| Etapa | Data       | Recorregut               |                         | Km    | Vencedor d'etapa         | Líder de la general      | Ref. |
| ----- | ---------- | ------------------------ | ----------------------- | ----- | ------------------------ | ------------------------ | ---- |
| 1a    | 21 de maig | Larvik - Larvik          | Etapa de mitja muntanya | 147,5 | Alexander Kristoff (NOR) | Alexander Kristoff (NOR) |      |
| 2a    | 22 de maig | Drøbak - Sarpsborg       | Etapa plana             | 193,5 | Marc de Maar (NED)       | Marc de Maar (NED)       |      |
| 3a    | 23 de maig | Årnes - Budor            | Etapa de mitja muntanya | 177,8 | Sep Vanmarcke (BEL)      | Marc de Maar (NED)       |      |
| 4a    | 24 de maig | Brumunddal - Lillehammer | Etapa de mitja muntanya | 195,3 | Bauke Mollema (NED)      | Marc de Maar (NED)       |      |
| 5a    | 25 de maig | Gjøvik - Hønefoss        | Etapa plana             | 166   | Alexander Kristoff (NOR) | Maciej Paterski (POL)    |      |

## Classificació final
|    | Ciclista                | Equip                   | Temps       |
| -- | ----------------------- | ----------------------- | ----------- |
| 1  | Maciej Paterski (POL)   | CCC Polsat Polkowice    | 21h 14' 56" |
| 2  | Marc de Maar (NED)      | UnitedHealthcare        | + 3"        |
| 3  | Bauke Mollema (NED)     | Belkin Pro Cycling Team | + 9"        |
| 4  | Gustav Larsson (SWE)    | IAM Cycling             | + 9"        |
| 5  | Gerald Ciolek (GER)     | MTN Qhubeka             | + 15"       |
| 6  | Jesper Hansen (DEN)     | Team Tinkoff-Saxo       | + 18"       |
| 7  | Pello Bilbao (ESP)      | Caja Rural-Seguros RGA  | + 21"       |
| 8  | Bjørn Tore Hoem (NOR)   | Team Sparebanken Sør    | + 21"       |
| 9  | Jérôme Baugnies (BEL)   | Wanty-Groupe Gobert     | + 26"       |
| 10 | Sven Erik Bystrøm (NOR) | Team Øster Hus-Ridley   | + 27"       |